# Яш-Куч
Яш-Куч (рос. Яш-Куч, башк. Йәш Көс) — присілок у складі Чекмагушівського району Башкортостану, Росія. Входить до складу Урняцької сільської ради.
Населення — 19 осіб (2010; 23 у 2002).
Національний склад:
- башкири — 74 %
- татари — 26 %